# Nissan Lannia
La Nissan Lannia (in cinese :日产蓝鸟; pinyin: Rìchǎn Lánniǎo) è un'autovettura con carrozzeria berlina, prodotta dalla casa automobilistica giapponese Nissan Motor dal 2015 e progettata specificamente per il mercato cinese.

## Storia e descrizione
Al salone di Pechino 2014, Nissan aveva presentato il prototipo per un nuovo modello chiamato "Friend-ME". Allo stesso salone, aveva esposto anche una concept car chiamato Lannia. Al salone di Shanghai 2015, la casa nipponica ha svelato per la prima volta il modello di serie, il cui design è rimasto molto vicino al quello della concept. Le vendite sono iniziate in Cina a ottobre 2015.
La versione di produzione della Nissan Lannia è prodotta attraverso la joint venture con la cinese Dongfeng Motor. La Lannia è alimentata da un motore a benzina quattro cilindri in linea da 1,6 litri abbinato ad una trasmissione a variazione continua Xtronic CVT o ad un manuale a 5 marce.